# Šoštanj (plaats)
Šoštanj (Duits: Schönstein) is een plaats in Slovenië en maakt deel uit van de gemeente Šoštanj in de NUTS-3-regio Savinjska. De plaats telde 2.918 inwoners op 1 januari 2020.